# Jean-Marie Aimot
Marius Victor Jean Aimot, dit Jean-Marie Aimot ou J. M. Aimot, né le 29 mars 1901 à Saint-Ouen-sur-Seine et mort le 17 février 1968 dans le 14e arrondissement de Paris, est un écrivain, critique, biographe, traducteur, journaliste et homme politique français.

## Carrière littéraire
Il est notamment l'auteur de Nos mitrailleuses n'ont pas tiré, qui obtient en 1941 le Prix des Deux Magots. On compte également parmi ses œuvres Raoul Champrond, roman récompensé par le grand prix Balzac en avril 1944, organisé par Henry Jamet des éditions Balzac et doté de 100 000 francs.
Ses œuvres biographiques portent en particulier sur Emmanuel Mané-Katz et sur Henry Morton Stanley.